# Molde Fotballklubb 1974
Questa voce raccoglie le informazioni riguardanti il Molde Fotballklubb nelle competizioni ufficiali della stagione 1974.

## Stagione
A seguito della promozione arrivata al termine del campionato 1973, il Molde si apprestato ad affrontare la 1. divisjon 1974. Il 7 gennaio 1974, Joe Hooley è stato nominato allenatore. Ha ricoperto questo incarico fino al 19 maggio, quando ha lasciato la panchina a seguito della sconfitta casalinga per 0-1 contro lo Skeid. Il trio composto da Torkild Brakstad, Jan Fuglset e Harry Hestad ne ha preso il posto e ha condotto il Molde al 2º posto finale, con cui la squadra ha centrato la qualificazione alla Coppa UEFA 1975-1976. L'avventura nel Norgesmesterskapet si è chiusa invece ai quarti di finale della manifestazione, con l'eliminazione per mano del Brann.

## Rosa
| N. |                     | Ruolo | Calciatore       |
| -- | ------------------- | ----- | ---------------- |
|    | Norvegia (bandiera) | P     | Torleif Bergsås  |
|    | Norvegia (bandiera) | P     | Kolbjørn Sylte   |
|    | Norvegia (bandiera) | D     | Stål Bjørkly     |
|    | Norvegia (bandiera) | D     | Erik Brakstad    |
|    | Norvegia (bandiera) | D     | Svein Kanestrøm  |
|    | Norvegia (bandiera) | D     | Odd Ivar Moen    |
|    | Norvegia (bandiera) | D     | Einar Sekkeseter |
|    | Norvegia (bandiera) | D     | Bertil Stranden  |
|    | Norvegia (bandiera) | C     | Torkild Brakstad |
|    | Norvegia (bandiera) | C     | Tore Hagh        |

| N. |                     | Ruolo | Calciatore        |
| -- | ------------------- | ----- | ----------------- |
|    | Norvegia (bandiera) | C     | Stein Olav Hestad |
|    | Norvegia (bandiera) | C     | Kjell Westerdal   |
|    | Norvegia (bandiera) | A     | Odd Berg          |
|    | Norvegia (bandiera) | A     | Jan Fuglset       |
|    | Norvegia (bandiera) | A     | Harry Hestad      |
|    | Norvegia (bandiera) | A     | Bjørner Oshaug    |
|    | Norvegia (bandiera) | ?     | Knut Bjørnå       |
|    | Norvegia (bandiera) | ?     | Ole Bjørn Kavli   |
|    | Norvegia (bandiera) | ?     | Jan Lønsethagen   |
|    | Norvegia (bandiera) | ?     | Bernt Roald       |

## Risultati

### 1. divisjon

#### Girone di andata
| 28 aprile 1974 1ª giornata | Molde | 2 – 1 referto | Raufoss |  |

| 6 maggio 1974 2ª giornata | Brann | 0 – 4 referto | Molde |  |

| 12 maggio 1974 3ª giornata | Molde | 2 – 0 referto | Mjøndalen |  |

| 15 maggio 1974 4ª giornata | Rosenborg | 2 – 1 referto | Molde |  |

| 19 maggio 1974 5ª giornata | Molde | 0 – 1 referto | Skeid |  |

| 26 maggio 1974 6ª giornata | HamKam | 1 – 1 referto | Molde |  |

| 3 giugno 1974 7ª giornata | Molde | 3 – 0 referto | Start |  |

| 8 giugno 1974 8ª giornata | Viking | 0 – 0 referto | Molde |  |

| 12 giugno 1974 9ª giornata | Molde | 1 – 1 referto | Vålerengen |  |

| 16 giugno 1974 10ª giornata | Strømsgodset | 2 – 2 referto | Molde |  |

| 23 giugno 1974 11ª giornata | Molde | 5 – 1 referto | Sarpsborg |  |

#### Girone di ritorno
| 28 luglio 1974 12ª giornata | Raufoss | 0 – 1 referto | Molde |  |

| 4 agosto 1974 13ª giornata | Molde | 1 – 0 referto | Brann |  |

| 11 agosto 1974 14ª giornata | Mjøndalen | 0 – 2 referto | Molde |  |

| 21 agosto 1974 15ª giornata | Molde | 2 – 1 referto | Rosenborg |  |

| 27 agosto 1974 16ª giornata | Skeid | 0 – 1 referto | Molde |  |

| 1º settembre 1974 17ª giornata | Molde | 5 – 0 referto | HamKam |  |

| 14 settembre 1974 18ª giornata | Start | 0 – 0 referto | Molde |  |

| 22 settembre 1974 19ª giornata | Molde | 0 – 1 referto | Viking |  |

| 29 settembre 1974 29ª giornata | Vålerengen | 4 – 3 referto | Molde |  |

| 6 ottobre 1974 21ª giornata | Molde | 2 – 2 referto | Strømsgodset |  |

| 13 ottobre 1974 22ª giornata | Sarpsborg | 0 – 1 referto | Molde |  |

### Norgesmesterskapet
| Primo turno | Molde | 3 – 0 referto | Åndalsnes |  |

| Secondo turno | Molde | 3 – 0 referto | Kristiansund FK |  |

| Terzo turno | Molde | 4 – 0 referto | Ørsta |  |

| 18 agosto 1974 Quarto turno | Molde | 2 – 1 referto | Neset |  |

| 8 settembre 1974 Quarti di finale | Brann | 2 – 1 referto | Molde |  |